# Jim Varney
James Albert "Jim" Varney, Jr. (Lexington (Kentucky), 15 juni 1949 – White House (Tennessee), 10 februari 2000) was een Amerikaans acteur, vooral bekend geworden door zijn talloze Ernest-films, waarin hij de rol van sukkel Ernest P. Worell vertolkte. 

## Loopbaan
Varney raakte tijdens zijn tienerjaren geïnteresseerd in acteren. Hij won vele prijzen en dat terwijl hij nog student was aan de Lafayette Highschool in Lexington (Kentucky). Toen hij 15 was speelde hij Ebenezer Scrooge in een lokaal toneelstuk voor kinderen. Rond zijn 17e trad hij professioneel op in nachtclubs en koffiehuizen. Hij koos Nashville in plaats van Los Angeles of New York om zijn acteercarrière op te bouwen. Samen met John R. Cherry III, een reclameman, maakte hij van 'Ernest P. Worrell' een ware geldmachine. Ze maakten honderden regionale en nationale commercials voor frisdrank, snackbars en uiteindelijk ook voor Disney. In 1987 veroverde Ernest ook het witte doek met Ernest Goes to Camp.
Varney trouwde twee keer. In 1976 huwde hij Jackie Varney, maar het stel ging in 1983 weer uit elkaar. Tussen 1988 en 1991 was hij getrouwd met Jane Varney.
Varney was een zware roker en overleed aan longkanker, een ziekte waar hij al sinds 1998 tegen vocht. Aanvankelijk trok de ziekte zich terug, maar keerde eind 1999 weer terug. 

## Filmografie
- Atlantis: The Lost Empire (videogame, 2001) - Jebidiah Allardyce "Cookie" Farnsworth (voice-over)
- Daddy and Them (2001) - Hazel Montgomery
- Atlantis: The Lost Empire (2001) - Jebidiah Allardyce "Cookie" Farnsworth (voice-over)
- Toy Story 2 (1999) - Slinky Dog (voice-over)
- Treehouse Hostage (1999) - Carl Banks
- Existo (1999) - Marcel Horowitz
- Toy Story 2 (Videogame, 1999) - Slinky Dog
- 3 Ninjas: High Noon at Mega Mountain (1998) - Lothar Zogg
- Ernest in the Army (1998) - Pvt. Ernest P. Worrell / Capt. Ernest P. Worrell / Operation Sandtrap Arab
- The Simpsons televisieserie - Cooter (afl. Bart Carny, 1998)
- Annabelle's Wish (Video, 1997) - Mr. Gus Holder (voice-over)
- Ernest Goes to Africa (1997) - Ernest P. Worrell / Hey You, the Hindu / Auntie Nelda / African Woman Dancer
- 100 Proof (1997) - Rae's Father
- Duckman: Private Dick/Family Man televisieserie - Walt Evergreen (voice-over, afl. You've Come a Wrong Way, Baby, 1997)
- Blood, Friends and Money (1997) - Old Mariner
- Roseanne televisieserie - Prince Carlos (2 afl., 1996)
- Toy Story (videogame, 1996) - Slinky Dog (voice-over)
- Snowboard Academy (1996) - Rudy James
- Toy Story (1995) - Slinky Dog (voice-over)
- The Expert (1995) - Snake
- Slam Dunk Ernest (Video, 1995) - Ernest P. Worrell
- XXX's & OOO's (televisiefilm, 1994) - cameo
- Ernest Goes to School (1994) - Ernest P. Worrell
- Ernest Rides Again (1993) - Ernest P. Worrell
- The Beverly Hillbillies (1993) - Jed Clampett
- Wilder Napalm (1993) - Rex
- Ernest's Greatest Hits Volume 2 (video, 1992) - Ernest P. Worrell
- Ernest Scared Stupid (1991) - Ernest P. Worrell
- Disneyland's 35th Anniversary Special (televisiefilm, 1990) - Ernest P. Worrell
- Ernest Goes to Jail (1990) - Ernest P. Worrell / Mr. Felix Nash / Auntie Nelda
- Ernest Goes to Splash Mountain (televisiefilm, 1989) - Ernest P. Worrell
- Fast Food (1989) - Wrangler Bob
- Ernest Saves Christmas (1988) - Ernest P. Worrell / Aster Clement, the governor's student / Auntie Nelda ('Mrs. Brock, Marty's Mother') / The Snake Guy
- Hey Vern, It's Ernest! televisieserie - Auntie Nelda e.a. (afl. onbekend, 1988)
- Ernest Goes to Camp (1987) - Ernest P. Worrell
- Hey Vern, Win $10,000 (video, 1987) - Ernest P. Worrell
- Dr. Otto and the Riddle of the Gloom Beam (1986) - Dr. Otto / Rudd Hardtact / Laughin' Jack / Guy Dandy / Auntie Nelda / Ernest P. Worrell
- The Ernest Film Festival (video, 1986) - Ernest P. Worrell
- The Rousters (televisiefilm, 1983) - Evan Earp
- The Rousters (televisieserie) - Evan Earp (afl. onbekend, 1983-1984)
- Knowhutimean? Hey Vern, It's My Family Album (video, 1983) - Ernest P. Worrell / Davy Worrell & Company / Ace Worrell / Lloyd Worrel / Billy Boogie Worrell / Rhetch Worrell / Pop Worrell
- Pop! Goes the Country (televisieserie) - Presentator (afl. onbekend, 1982-1983)
- Spittin' Image (1982) - Sheriff
- Alice (televisieserie) - Milo Skinner (afl. Better Never Than Late, 1978)
- Operation Petticoat (televisieserie) - Seaman Broom (1977-1979)
- America 2-Night (televisieserie) - Virgil Simms (3 afl., 1978)
- Fernwood 2Nite (televisieserie) - Virgil Simms (4 afl., 1977)
- Operation Petticoat (televisiefilm, 1977) - Doom & Gloom Broom
- Johnny Cash and Friends (televisieserie) - Rol onbekend (1976)

- Biblioteca Nacional de España: XX4579943
- Gemeinsame Normdatei: 1148291784
- International Standard Name Identifier: 0000 0001 1556 2872
- Library of Congress Control Number: no97049463
- MusicBrainz: 2a4893c1-8fd5-40d3-8390-4bb7925c2443
- Nationale Bibliotheek van Polen: a0000001618537
- Nederlandse Thesaurus van Auteursnamen: 074804359
- SNAC: w64z358h
- Virtual International Authority File: 11912640
- WorldCat: E39PBJxxdxM9WWCPjgTypkfDv3